# BRDC International Trophy 1970
BRDC International Trophy 1970 je bila druga neprvenstvena dirka Formule 1 v sezoni 1970. Odvijala se je 26. aprila 1970 na dirkališču Silverstone Circuit.

## Dirka
Modro ozadje označuje dirkače Formule 5000.
| Poz | Dirkač         | Konstruktor       | Krogi | Čas/Odstop  |
| --- | -------------- | ----------------- | ----- | ----------- |
| 1   | Chris Amon     | March-Ford        | 52    | 1:13:32.2   |
| 2   | Jackie Stewart | March-Ford        | 52    | + 10.0      |
| 3   | Piers Courage  | De Tomaso-Ford    | 52    |             |
| 4   | Bruce McLaren  | McLaren-Ford      | 52    |             |
| 5   | Reine Wisell   | McLaren-Ford      | 51    | + 1 krog    |
| 6   | Denny Hulme    | McLaren-Ford      | 50    | + 2 kroga   |
| 7   | Mike Hailwood  | Lola-Chevrolet    | 50    | + 2 kroga   |
| 8   | Frank Gardner  | Lola-Chevrolet    | 50    | + 2 kroga   |
| 9   | Graham Hill    | Lotus-Ford        | 50    | + 2 kroga   |
| 10  | Mike Walker    | McLaren-Chevrolet | 50    | + 2 kroga   |
| 11  | Davie Powell   | Lola-Chevrolet    | 48    | + 4 krogi   |
| 12  | Trevor Taylor  | Surtees-Chevrolet | 47    | + 5 krogov  |
| 13  | Pete Lovely    | Lotus-Ford        | 46    | + 6 krogov  |
| 14  | Gordon Spice   | Kitchener-Ford    | 43    | + 9 krogov  |
| 15  | Kaye Griffiths | Lola-Chevrolet    | 43    | + 9 krogov  |
| 16  | Peter Gethin   | McLaren-Chevrolet | 40    | + 12 krogov |
| 17  | John Miles     | Lotus-Ford        | 37    | + 15 krogov |
| Ods | Jochen Rindt   | Lotus-Ford        | 33    | Motor       |
| Ods | Howden Ganley  | McLaren-Chevrolet | 24    | Okvara      |
| Ods | Jack Brabham   | Brabham-Ford      | 22    | Motor       |
| Ods | Fred Saunders  | Crosslé-Rover     | 17    |             |
| Ods | Graham McRae   | McLaren-Chevrolet | 16    |             |
| Ods | David Hobbs    | Surtees-Chevrolet | 9     |             |
| Ods | David Prophet  | McLaren-Chevrolet | 1     |             |